# Гавриил (эсминец)
«Гавриил» — эскадренный миноносец Русского императорского флота из серии «новиков», головной корабль из 5 эсминцев типа «Гавриил».

## Постройка и сдача в эксплуатацию
С 15 по 19 сентября 1916 года механизмы и устройства корабля испытывались при стоянке у стенки завода. Через неделю «Гавриил» поставлен в док Гельсингфорса, где комиссия осмотрела его подводную часть. В доке обшивка кормы укреплена добавочными листами. 11 октября на переходе в Ревель испытывались главные машины на скорости хода 21 уз. Вследствие штормовой погоды для испытаний на полном ходу корабль отошел от стенки только 22 октября, но при выходе из гавани под управлением заводского командира миноносец коснулся грунта рулем и винтами. Для исправления снова поставлен в Гельсингфорсский док.

3 ноября состоялся выход в море, но из-за сильного нагрева колец упорного подшипника правой турбины проверка на полном ходу опять не выполнена.

После приведения в исправное состояние упорного подшипника 15 ноября «Гавриил» вышел в море. Механизмы работали удовлетворительно, но было обнаружено попадание воды с верхнего дна котельных отделений в нефтяные цистерны, а оттуда к действующим форсункам котлов

Десять дней устранялись неисправности. Полный ход был зачтен только 25 ноября 1916 года. После ревизии и контрольной проверки комиссия подписала акт о приемке «Гавриила».— Отчет Постоянной комиссии за 1916 г.

## Участие в Гражданской войне и гибель
В ноябре 1917 года отряд матросов с «Гавриила» участвовал в подавлении «мятежа Керенского — Краснова».
С 10 по 19 апреля 1918 года эсминец участвовал в «Ледовом походе».
В кампанию 1919 года «Гавриил» активно участвовал в боевых действиях против британской эскадры на Балтике и белогвардейских войск. С марта 1919 года он входил в Действующий отряд флота — его единственное боеспособное соединение.
В морском бою 18 мая 1919 года, прикрывая отряд тральщиков в Копорском заливе, подвергся атаке английского крейсера «Клеопатра» и трёх эсминцев («Скаут», «Уолкер», «Шекспир»). В течение часа эсминец вёл неравный бой и не позволил англичанам приблизиться к тральщикам. В этом бою по «Гавриилу» было выпущено более 300 снарядов, однако прямых попаданий он не получил и имел лишь осколочные пробоины в надстройках, трое моряков были ранены; ответным огнём добился прямого попадания в один из эсминцев.
2 июня 1919 года совместно с эсминцем «Азард» имел перестрелку с двумя неприятельскими эсминцами.
4 июля эсминцы «Азард» и «Гавриил» у входа в Копорский залив обнаружили английский эсминец, при преследовании которого были атакованы британской подводной лодкой L-55. Удачно маневром оба эсминца уклонились от торпед, а лодка после залпа не удержалась на глубине и была немедленно потоплена артиллерийским огнём с «Азарда».. 
В ночь на 11 июня «Азард» и «Гавриил» вышли на перехват двух неприятельских эсминцев, шедших к Кронштадту; по советским данным, во время короткой перестрелки на одном из английских кораблей возник пожар.
14—15 июня участвовал в обстреле восставшего форта «Красная Горка».
Когда 18 августа 1919 года 8 английских торпедных катеров совершили ночной рейд на Кронштадт, причинив тяжелые повреждения линкору «Андрей Первозванный» и плавбазе «Память Азова», то лишь один «Гавриил» смог своевременно открыть артиллерийский огонь по атакующим и потопить три катера, сведя тем самым к минимуму успех внезапной и дерзкой английской атаки.
Во время осенней битвы за Петроград в 1919 году командование Красного Балтийского флота приняло решение активизировать действия флота, для оказания помощи обороняющимся частям Красной армии. Но было решено, ввиду общего топливного кризиса, ограничиться постановкой минных заграждений в восточной части Копорского залива, чтобы помешать возможной десантной операции наступающих войск Северо-Западной армии. Для постановки были назначены четыре эсминца — «Гавриил», «Свобода», «Константин» и «Азард». 
Эсминцы снялись с якоря Большого Кронштадта в 2 часа ночи 21 октября и вышли в море. Однако, войдя в Копорский залив, они попали в густое минное поле, поставленное противником. В 5 часов 48 минут 21 октября около параллели мыса Долгий Нос взорвался «Гавриил» (шедший первым), за ним последовательно взорвались «Константин» и «Свобода». Только «Азарду», шедшему последним, удалось, дав задний ход и умело маневрируя, выйти из границ минного поля и вернуться в Кронштадт. Всего на трёх кораблях погибло 485 человек. С «Гавриила» спаслось только 19 человек, со «Свободы» — 6, которые на шлюпках утром 21 октября приплыли к советскому берегу. Тела членов экипажей, которые вынесло на советский берег, были похоронены в братской могиле на форту Краснофлотском.
По утверждению постсоветских историков, якобы существуют материалы о том, что комсостав всех 4-х эсминцев имел тайный план о сдаче кораблей англичанам и заранее известил противника о планах похода. Предполагалось, что по прибытии в Копорский залив эсминцы будут окружены английским флотом и принуждены сдаться. Только незнание фактической минной обстановки командованием Красного Балтийского флота и вызванный этим подрыв кораблей предотвратил этот план.

## Памятные места
- Точка в Балтийском море с координатами широта 59°51′ с. ш. 28°56′ в. д.HGЯO — в память об экипажах эскадренных миноносцев «Гавриил», «Константин» и «Свобода», погибших в Копорской губе 21 октября 1919 года.
- Памятник в поселке Красная Горка на берегу Финского залива.

## Командиры корабля
- 1916 — Шишко, Павел Оттонович
- 1919 — Севастьянов, Владимир Владимирович

## Список командного состава, погибшего 21 октября 1919 года
- Командир: лейтенант Севастьянов Владимир Владимирович
- Помощник командира: лейтенант Гойнинген-Гюне Владимир Николаевич
- 1-й артиллерист мичман Косминков Павел Сергеевич
- 1-й минер: мичман Шмидт Георгий Артурович
- Старший механик: старший лейтенант Грибовский Алексей Ильич
- Трюмный механик: старший гардемарин Ивачев Николай Павлович
- Штурман: мичман Агапов Леонид Иванович
- Плутонговый командир: мичман Вервендт Эгон Рихардович

## Служили на корабле
- Меркушов, Василий Александрович — капитан 1-го ранга, автор книги «Записки подводника 1905–1915»
- Арсеньев Леонид Петрович - машинист
- Венедиктов Алексей Леонтьевич - матрос, Ивановская губерния, Эрликский уезд, деревня Избищи (ныне Владимирская обл, Гусь-Хрустальный район)
- Пчелин Павел Иванович - старшина радиотелеграфистов, старший военный моряк, 1895 года рождения, 1916 года призыва, Новгородская область, Демьяновский уезд, Полновская волость, д. Городилово